# Гарсиа Вальдес, Ольвидо
Ольви́до Гарси́а Вальде́с (исп.  Olvido García Valdés; 2 декабря 1950, Сантьянес-де-Правиа, Астурия) — испанская поэтесса и писательница, литературный критик, переводчик, педагог.

## Биография
Родилась в Астурии. Окончила факультет романской филологии в Овьедском университете и философский факультет Вальдолидского университета. Преподает испанский язык и литературу в Институте Эль Греко в Толедо, руководила отделением Института Сервантеса в Тулузе (до 2008).
Выступает как составитель поэтических антологий, художественный критик, эссеист. Автор монографии о Святой Тересе (2001). Переводила произведения Пазолини, Ахматовой, М.Цветаевой.

## Творчество
Ольвидо Гарсиа Вальдес развивает поэтику фрагмента. Её лирика отличается чрезвычайным лаконизмом, смысловой нагрузкой пауз, редкой энергией выражения.

## Произведения

### Книги стихов
- Третий сад/ El tercer jardín, Ediciones del Faro, Valladolid, 1986
- Выставка/ Exposición, Ferrol, 1990 (premio Ícaro de Literatura)
- Она и птицы/ Ella, los pájaros, Diputación, Soria, 1994 (premio Leonor de Poesía)
- Ночная охота/ Caza nocturna, Ave del Paraíso, Madrid, 1997
- Del ojo al hueso, Ave del Paraíso, Madrid, 2001
- И все мы были живы/ Y todos estábamos vivos, Tusquets, Barcelona, 2006 (premio Nacional de Poesía 2007)
- Мир это сад/ El mundo es un jardín. Madrid: Círculo de Bellas Artes, 2010

### Избранные стихотворения
- La poesía, ese cuerpo extraño (Antología), Oviedo, 2005
- Esa polilla que delante de mí revolotea. Poesía reunida (1982—2008). Galaxia Gutenberg/Círculo de Lectores, Barcelona, 2008

## Признание
Лауреат ряда премий, включая Национальную поэтическую премию (2007). Её стихи представлены в авторитетных антологиях испанской поэзии конца XX в., переведены на английский, французский, немецкий, шведский, португальский и др. языки, на французском и шведском они выходили отдельными книгами.